# Avernes gela
Avernes gela är en stekelart som beskrevs av John S. Noyes och Woolley 1994. Avernes gela ingår i släktet Avernes och familjen sköldlussteklar.
Artens utbredningsområde är Costa Rica. Inga underarter finns listade.